# Système américain de défense antimissile en Pologne

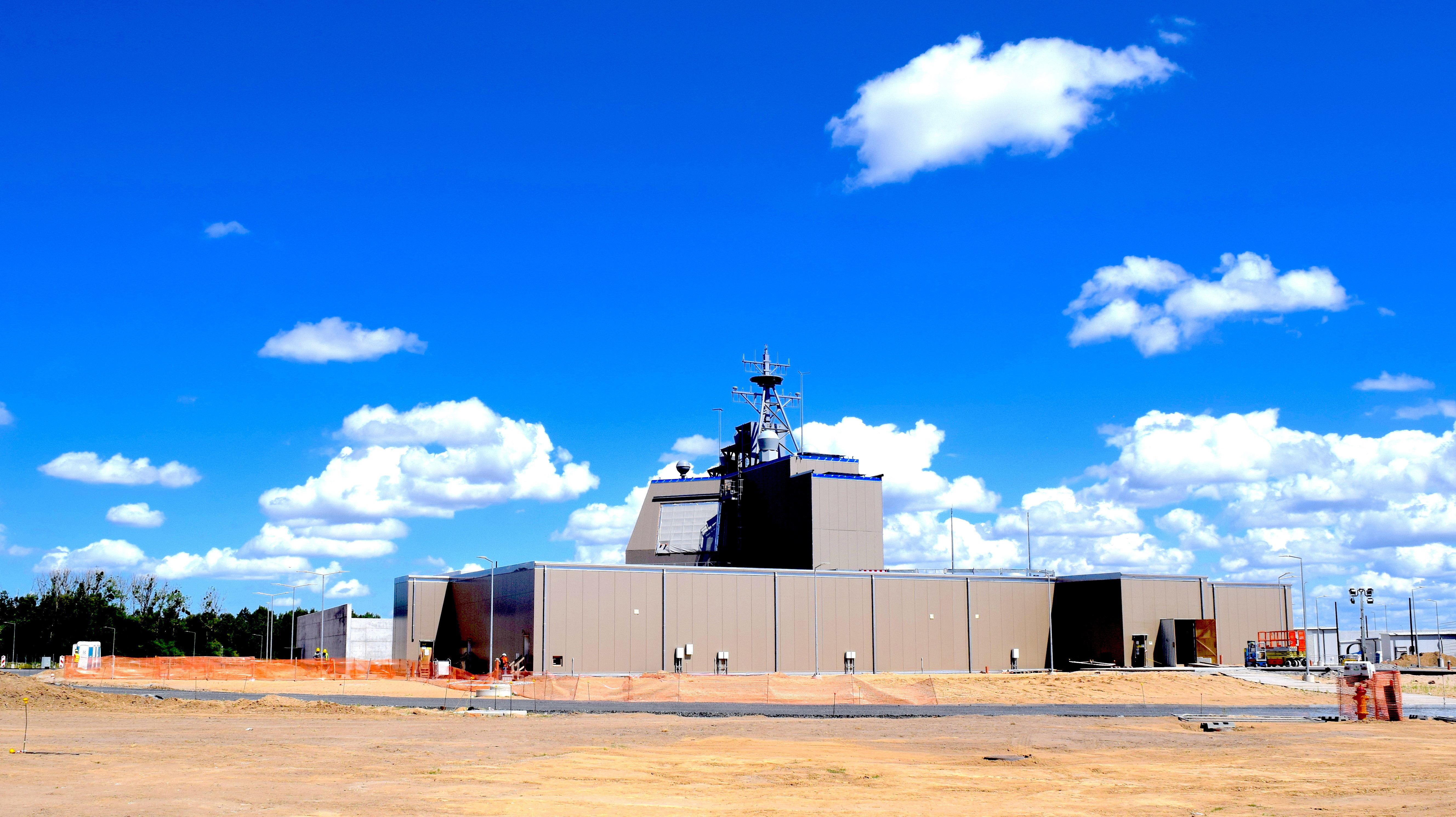
Naval Support Facility à Redzikowo, Pologne, août 2019

Le système américain de défense antimissile en Pologne, remplace un site planifié à Redzikowo, Pologne par un plan par phases—le Aegis Ballistic Missile Defense System, incluant les intercepteurs SM-3 Block IIA qui doivent être positionnés en Pologne à partir de 2018. La Naval Support Facility-Redzikowo devait passer sous contrôle de la Marine américaine le vendredi 15 décembre 2023, selon le Premier ministre de Pologne, Donald Tusk, et la Sixième Flotte. Le transfert officiel à NATO était annoncé le 10 juillet 2024, en même temps, le site de défense missile était déclaré opérationnel. La base était officiellement ouverte le 13 novembre 2024; huit jours plus tard, la Russie avertissait que la base "est une cible prioritaire pour une neutralisation potentielle."

## Développement
Le Site Intercepteur Européen (EIS), était un site américain de défense antimissile planifié mais jamais construit. Il devait contenir 10 intercepteurs en silo : des versions à deux étages des intercepteurs au sol existants à trois étages avec des Exoatmospheric Kill Vehicles ayant une vitesse de fermeture d'environ 7 km/s.
L'EIS devait être situé près de Redzikowo, Pologne, formant un système de défense antimissile en vol moyen avec un système radar américain de suivi et de discrimination à faisceau étroit situé à Brdy, République tchèque. L'EIS a été annulé en 2009. Selon le gouvernement des États-Unis, le système de défense antimissile était destiné à protéger contre les futurs missiles en provenance de Iran.
La Russie s'opposait fortement au système. Comme alternative, la Russie proposait de partager le radar Qabala Radar en Azerbaïdjan, que la Russie loue, mais cela n'était pas considéré comme un substitut acceptable par les États-Unis.
Alors que les gouvernements polonais et tchèque étaient en faveur du projet, le bouclier antimissile a reçu l'opposition de certains groupes en Pologne et en République tchèque. Les activités d'opposition comprenaient des manifestations et une grève de la faim relayée par deux militants tchèques en mai 2008, qui a duré 300 jours.
Le 17 septembre 2009, l'administration Obama annonçait que les plans pour le projet EIS avaient été abandonnés.
En octobre 2009—pendant un voyage du vice-président Joe Biden à Varsovie—un nouveau projet d'intercepteur, plus petit, était proposé pour aller de l'avant selon à peu près le même calendrier que le plan de l'administration Bush. Il était accueilli par le Premier ministre Donald Tusk. La Naval Support Facility-Redzikowo devait être déclarée opérationnelle le vendredi 15 décembre 2023, selon le Premier ministre de Pologne, Donald Tusk,. La base était officiellement ouverte le 13 novembre 2024.

## Histoire

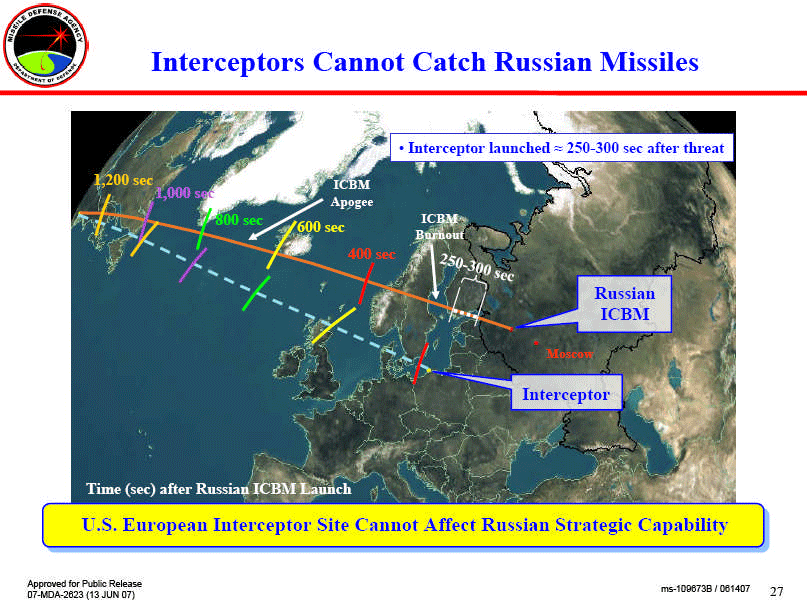
Un diagramme de l'Agence de défense antimissile montrant les trajectoires de vol projetées des intercepteurs par rapport aux ICBM russes

Depuis 2002, les États-Unis étaient en pourparlers avec la Pologne et d'autres pays européens concernant la possibilité de mettre en place une base européenne pour intercepter des missiles à longue portée. Selon les responsables américains, un site similaire à la base américaine en Alaska aiderait à protéger les États-Unis et l'Europe contre les missiles tirés du Moyen-Orient ou de l'Afrique du Nord. La base d'Ustka-Wicko de l'armée polonaise (à 54° 33′ 14″ N, 16° 37′ 12″ E) a été mentionnée initialement comme un site potentiel d'intercepteurs de missiles américains. Le Premier ministre polonais Kazimierz Marcinkiewicz déclarait en novembre 2005 qu'il souhaitait ouvrir un débat public sur la question de savoir si la Pologne devrait accueillir une telle base.
En février 2007, les États-Unis commençaient des négociations formelles avec la Pologne et la République tchèque concernant la construction d'installations de bouclier antimissile dans ces pays pour un système de défense antimissile en vol moyen. En avril 2007, le Washington Post rapportait que 57% des Polonais étaient opposés au plan.
La Russie menaçait de placer des missiles nucléaires à courte portée à ses frontières avec NATO, si les États-Unis allaient de l'avant avec les plans de déploiement de 10 missiles intercepteurs en Pologne et d'un radar en République tchèque,. En avril 2007, alors le président Poutine avertissait d'une nouvelle guerre froide si les Américains déployaient le bouclier en Europe centrale. Poutine disait que la Russie était prête à abandonner ses obligations en vertu du Traité des forces nucléaires à portée intermédiaire de 1987 avec les États-Unis,.
En juillet 2008, la Pologne n'acceptait pas les conditions fixées par les États-Unis concernant l'installation de missiles anti-balistiques sur son territoire.
En juillet 2008, le ministère des Affaires étrangères russe déclarait que si le système de défense antimissile était approuvé, "nous serions forcés de réagir non pas avec des méthodes diplomatiques, mais avec des méthodes militaro-techniques."
Le 14 août 2008, peu après la guerre d'Ossétie du Sud de 2008, les États-Unis et la Pologne annonçaient un accord pour mettre en œuvre le système de défense antimissile sur le territoire polonais, avec un système de suivi placé en République tchèque. Les Russes répondaient en disant que cette action "ne pouvait rester impunie." Dmitry Rogozin, l'envoyé russe à NATO, disait, "Le fait que cela a été signé pendant une période de crise très difficile dans les relations entre la Russie et les États-Unis sur la situation en Géorgie montre que, bien sûr, le système de défense antimissile sera déployé non contre Iran mais contre le potentiel stratégique de la Russie."
Un haut gradé militaire russe avertissait la Pologne qu'elle s'exposait à une attaque en acceptant une base d'intercepteurs de missiles américaine sur son sol. Le chef adjoint d'état-major des forces armées russes, le général Anatoly Nogovitsyn, avertissait que, "en déployant (le système), elle s'expose à une frappe—100 pour cent".
Le 20 août 2008, "l'Accord entre le gouvernement des États-Unis d'Amérique et le gouvernement de la République de Pologne concernant le déploiement d'intercepteurs de défense antimissile balistique au sol sur le territoire de la République de Pologne" était signé à Varsovie par la secrétaire d'État américaine Condoleezza Rice et le ministre des Affaires étrangères de la Pologne Radoslaw Sikorski,.
Le 5 novembre 2008, dans son premier discours sur l'état de la nation (État de la nation), le président russe Dmitry Medvedev déclarait, "D'après ce que nous avons vu ces dernières années—la création d'un système de défense antimissile, l'encerclement de la Russie avec des bases militaires, l'expansion incessante de l'OTAN—nous avons clairement l'impression qu'ils testent notre force." La Russie déployerait des missiles Iskander à courte portée dans l'enclave russe occidentale de Kaliningrad, coincée entre la Pologne et la Lituanie "pour neutraliser, si nécessaire, un système de défense antimissile."
Le 8 novembre, un assistant du président-élu américain Barack Obama niait une déclaration faite par le bureau du président polonais Lech Kaczyński, selon laquelle un engagement avait été pris pour aller de l'avant avec le système de défense antimissile EIS lors d'une conversation téléphonique entre les deux hommes. "Sa [d'Obama] position est comme elle l'était tout au long de la campagne, qu'il soutient le déploiement d'un système de défense antimissile lorsque la technologie est prouvée comme fonctionnelle," disait l'assistant, mais "aucun engagement" n'avait été pris.
Le 14 novembre, le président français Nicolas Sarkozy déclarait que les plans pour un bouclier antimissile américain en Europe centrale étaient mal avisés, et ne rendraient pas le continent plus sûr. "Le déploiement d'un système de défense antimissile n'apporterait rien à la sécurité ... cela compliquerait les choses, et nous ferait reculer," disait-il lors d'un sommet. Il avertissait également le président russe Medvedev contre l'augmentation des tensions en déployant des missiles à Kaliningrad en réponse au système de défense antimissile américain prévu.
Le 5 avril 2009, le président Obama, lors d'un discours à Prague, déclarait : "Tant que la menace de l'Iran persiste, nous irons de l'avant avec un système de défense antimissile qui est rentable et éprouvé." Le président Obama continuait à exprimer un soutien conditionnel pour le programme et cherchait à l'isoler des discussions sur le contrôle des armes nucléaires entre les États-Unis et la Russie.
Le 17 septembre 2009, la Maison-Blanche publiait une déclaration indiquant que les États-Unis "n'avaient plus l'intention d'aller de l'avant" avec le projet EIS. Selon le président Obama, de nouveaux renseignements avaient montré que l'Iran poursuivait le développement de missiles à courte et moyenne portée, plutôt que des missiles à longue portée, nécessitant un changement de stratégie,. Les contours d'un projet reformulé, à plus petite échelle, ont commencé à émerger en octobre 2009.
Après l'annulation du projet, le vice-président Joe Biden visitait la Pologne en 2009 pour "réparer les relations" en annonçant le plan de déploiement du SM-3 (voir ci-dessous pour les détails du nouveau plan). Les sources polonaises se plaignaient que le nouveau plan n'accordait plus à la Pologne un rôle exclusif (car un site SM-3 était également prévu pour la Roumanie).
En 2010, des câbles diplomatiques américains divulgués montraient que les diplomates polonais se sentaient plus menacés par la Russie que par l'Iran. Les (réponses divulguées) du Pentagone montrent que Alexander Vershbow cherchait à assurer que le bouclier antimissile, y compris l'alternative SM-3, était adaptable aux menaces "hypothétiques".
Le 26 mars 2012, un microphone gaffe survenait entre le président Obama et le président Medvedev. Obama disait qu'il aurait "plus de flexibilité" pour traiter des questions controversées telles que la défense antimissile. Il disait à Medvedev, en anglais, "Sur toutes ces questions, mais en particulier la défense antimissile, cela, cela peut être résolu mais il est important pour lui de me donner de l'espace." Medvedev répondait au président en anglais, "Oui, je comprends. Je comprends votre message sur l'espace. De l'espace pour vous…" et le président Obama continuait sa déclaration, "C'est ma dernière élection. Après mon élection, j'aurai plus de flexibilité." Medvedev répondait en disant, encore en anglais, "Je comprends. Je transmettrai cette information à Vladimir."
En mars 2013, le vice-ministre polonais de la Défense Robert Kupiecki annonçait que la Pologne avait l'intention de construire son propre système de défense antimissile au sein de l'OTAN, complétant le déploiement américain. Le budget provisoire de la Pologne pour la prochaine décennie était de "10 milliards de dollars pour la modernisation de la défense aérienne, dont la moitié de cette somme est dédiée à la défense antimissile de niveau inférieur."

## Réactions internationales à l'arrêt du projet

### Réponse polonaise
Le gouvernement polonais répondait nerveusement à l'arrêt de 2009. Certains politiciens exprimaient leur préoccupation que le pays perdrait son statut spécial à Washington, et que le geste d'Obama était pour apaiser Moscou. Jarosław Gowin, membre du parti gouvernant Civic Platform de la Pologne, disait que la décision d'Obama avait été prise indépendamment des sensibilités polonaises. L'ancien président polonais Lech Wałęsa disait qu'il était profondément déçu par les plans de la nouvelle administration américaine. Il déclarait : "Les Américains ont toujours seulement pris soin de leurs propres intérêts et ils ont utilisé tout le monde."
Dans un sondage de septembre 2009, 56 pour cent des Polonais soutenaient la décision d'Obama et seulement 30 pour cent étaient contre,. Jarosław Kaczyński, le chef du principal parti d'opposition polonais, prétendait que l'annonce de l'abandon du bouclier le 17 septembre n'était pas un accident. (La date a une grande valeur symbolique pour la Pologne, car le 17 septembre 1939, la Pologne était envahie par l'Union soviétique). Les journaux polonais montraient des réponses mitigées à l'arrêt, certains voyant cela comme une action positive, et certains y voyant des connotations très négatives,.
Cependant, Sławomir Nowak, un conseiller principal du Premier ministre polonais Tusk, répondait positivement aux systèmes de missiles à courte et moyenne portée proposés pour remplacer les systèmes à longue portée : "Si ce système devient réalité dans la forme que Washington suggère maintenant, cela serait en fait mieux pour nous que le programme original de bouclier antimissile," déclarait-il. "Nous n'avons jamais vraiment été menacés par une attaque de missile à longue portée de l'Iran," disait-il à TVP Info,.

#### Réponse non gouvernementale polonaise
Le quotidien polonais Rzeczpospolita menait une enquête qui montrait que 48 pour cent des Polonais croyaient que la décision était bonne pour la Pologne, tandis que 31 pour cent avaient l'avis opposé. En contraste, le journal tabloïd polonais Fakt, titrait en première page "Ale byliśmy naiwni ZDRADA! USA sprzedały nas Rosji i wbiły nam nóż w plecy" qui se traduit par "Nous étions si naïfs. Trahison! Les États-Unis nous ont vendus à la Russie et nous ont poignardés dans le dos",. Ceci était également rapporté par d'autres organisations de nouvelles.
Selon un sondage de SMG/KRC diffusé par TVP 50 pour cent des répondants rejetaient le déploiement du bouclier sur le sol polonais, tandis que 36 pour cent le soutenaient.

### Réponse américaine
Les réactions aux États-Unis à la décision d'Obama étaient mitigées. Certains critiques républicains voyaient la décision comme un geste pour apaiser Moscou. Le candidat présidentiel battu John McCain appelait la décision "sérieusement mal avisée". Inversement, la présidente démocrate de la Chambre Nancy Pelosi disait que la décision était "brillante" et était clairement basée sur un résumé précis des menaces actuelles. Obama rejetait les accusations selon lesquelles la décision était un apaisement de Moscou. Il déclarait dans une interview : "Les Russes ne déterminent pas ce que notre posture de défense est. Si le produit secondaire en est que les Russes se sentent un peu moins paranoïaques ... alors c'est un bonus."

### Réponse russe
Le président Medvedev accueillait la nouvelle de l'EIS comme "positive". "Nous apprécions l'approche responsable du président américain envers la mise en œuvre de nos accords," déclarait-il dans une adresse diffusée à la télévision nationale. Le premier ministre Poutine disait que c'était un "geste correct et courageux". La principale raison de la décision du président Barack Obama était "la position intransigeante de la Russie sur la question," selon l'expert en politique étrangère russe Mikhail Margelov, président de la Commission des affaires étrangères Federation Council of Russia.

### Réponse de l'Europe occidentale
Les dirigeants de l'Union européenne de l'Europe occidentale réagissaient positivement. La chancelière allemande Angela Merkel accueillait le geste, appelant cela "un signal très encourageant" pour les relations avec la Russie. Le président français Nicolas Sarkozy disait, "une excellente décision de tous points de vue et j'espère que nos amis russes accorderont de l'importance à cette décision," tandis que le premier ministre britannique Gordon Brown donnait son plein soutien, déclarant qu'il soutenait fortement la décision prise par Obama.

### Réponse tchèque
Le président tchèque Vaclav Klaus disait que l'étape prise par le gouvernement américain n'était "pas une grande surprise pour quiconque suivait les indices au cours des jours et des mois précédents," mais qu'il était "convaincu à 100 pour cent" que l'étape n'était pas une expression d'un refroidissement dans les relations entre les États-Unis et la République tchèque. Cependant, Mirek Topolanek, qui était premier ministre lorsque Prague avait accepté de co-accueillir le bouclier, disait que la décision américaine de laisser tomber les plans "n'était pas une bonne nouvelle pour l'État tchèque, pour la liberté et l'indépendance tchèques."

## Projet reformulé de l'administration Obama
Le projet reformulé annoncé le plus visiblement par le vice-président Biden en octobre 2009, comporterait des intercepteurs SM-3 plus petits et mobiles, à placer d'ici 2018. L'ensemble du plan d'Obama "envisage le déploiement des intercepteurs SM-3 existants dans le cadre du Aegis Ballistic Missile Defense sur des navires équipés Aegis en Méditerranée et ailleurs d'ici 2011, et sur terre en Europe centrale d'ici 2015, dans le cadre d'une European Phased Adaptive Approach (EPAA). Un système plus avancé serait déployé d'ici 2018, y compris en Pologne comme phase 3 de l'EPAA, et une génération plus avancée (phase 4 de l'EPAA), théoriquement capable d'abattre des missiles intercontinentaux, d'ici 2020.",
La phase 4 a été annulée en mars 2013, déclenchant des spéculations selon lesquelles il s'agissait d'une concession promise par Obama au président Medvedev avant l'élection présidentielle américaine de 2012. Les allégations d'influence russe sur cette décision étaient niées par le Pentagone.
La base terrestre Aegis restera située près de Redzikowo,. Aegis Ashore pour la Pologne était prévu pour être opérationnel d'ici la fin de l'année 2022. Cependant, en août 2022, le vice-amiral Jon A. Hill, directeur de l'Agence de défense antimissile, annonçait que le site était près de l'achèvement et serait prêt en 2023. Avant cette annonce, Hill disait que les marins de l'US Navy vivaient déjà dans les installations. NSF Redzikowo devait être déclarée opérationnelle le vendredi 15 décembre 2023, selon le Premier ministre de Pologne, Donald Tusk.